# Марачевич Микола Діонісійович
Микола Діонісійович Марачевич (7 квітня 1905, Піддубці — 7 квітня 1982) — радянський офіцер, Герой Радянського Союзу.

## Біографія
Народився 7 квітня 1905 року в селі Піддубцях (тепер Луцького району Волинської області) в сім'ї селянина. Українець.
У 1919 році добровольцем пішов до Червоної Армії. У 1922 році демобілізувався. Працював слюсарем на залізничній станції Бобринці (тепер Кіровоградської області). Вдруге призваний до лав Червоної Армії в 1926 році. У 1930 закінчив кавалерійську школу. Член ВКП(б) з 1931 року. Закінчив середню школу. В 1941 році закінчив курси удосконалення командного складу при Військовій академії механізації і моторизації. У боях німецько-радянської війни з червня 1941 року.
Командир 45-ї механізованої бригади 5-го механізованого корпусу 6-ї танкової армії 2-го Українського фронту підполковник М. Д. Марачевич відзначився в боях при форсуванні річок Гірського Тікича, Південного Буга. Частини бригади першими форсували Дністер і 19 березня 1944 року брали участь у відвоюванні міста Могилева-Подільського Вінницької області.
Указом Президії Верховної Ради СРСР від 17 травня 1944 року за мужність і героїзм, проявлені при форсуванні Дністра і звільненні міста Могилева-Подільського, підполковнику Миколі Діонісійовічу Марачевичу присвоєно звання Героя Радянського Союзу з врученням ордена Леніна і медалі «Золота Зірка» (№ 2522).

Могила Миколи Марачевича

У 1945 році закінчив курси удосконалення офіцерського складу при Військовій академії бронетанкових і механізованих військ. З 1953 року полковник М. Д. Марачевич в запасі. Жив і працював у Києві. Помер 7 квітня 1982 року. Похований в Києві на Байковому кладовищі (ділянка № 9).

## Нагороди
Нагороджений двома орденами Леніна, орденом Червоного Прапора, орденом Олександра Невського, орденом Вітчизняної війни 1-го ступеня, орденом Червоної Зірки, медалями.